# Australia en los Juegos Olímpicos de Pyeongchang 2018
Australia estuvo representada en los Juegos Olímpicos de Pyeongchang 2018 por un total de 51 deportistas que compitieron en 10 deportes. Responsable del equipo olímpico fue el Comité Olímpico Australiano, así como las federaciones deportivas nacionales de cada deporte con participación.
El portador de la bandera en la ceremonia de apertura fue el deportista de snowboard Scott James.

## Medallistas
El equipo olímpico australiano obtuvo las siguientes medallas:
| Nombre        | Deporte          | Competición      |
| ------------- | ---------------- | ---------------- |
| Oro           |                  |                  |
| —             |                  |                  |
| Plata         |                  |                  |
| Matt Graham   | Esquí acrobático | Baches M         |
| Jarryd Hughes | Snowboard        | Campo a través M |
| Bronce        |                  |                  |
| Scott James   | Snowboard        | Halfpipe M       |